# Judo-Grand-Slam-Turnier in Baku
Das Grand-Slam-Turnier in Baku ist ein Judo-Turnier in Baku. Es war in den 2010er Jahren im Jahreskalender das vierte Judo-Grand-Slam-Turnier, seit 2024 wird es als zweites Turnier ausgetragen.
Das Grand-Slam-Turnier findet seit 2013 statt und folgte auf das seit 2011 ausgetragene Grand-Prix-Turnier in Baku. 2018 fiel das Turnier wegen der im gleichen Jahr in Baku ausgetragenen Weltmeisterschaften aus, 2020 wegen der COVID-19-Pandemie.

## Siegerliste des Turniers 2013
Das erste Grand-Slam-Turnier in Baku fand am 4. und 5. Mai 2013 statt. Mit Rüstəm Orucov, Shahin Garamanov und Elxan Məmmədov kamen drei Sieger aus Aserbaidschan.
| Gewichtsklasse     | Männer                      | Frauen                |
| ------------------ | --------------------------- | --------------------- |
| Superleichtgewicht | Daschdawaagiin Amartüwschin | Ebru Sahin            |
| Halbleichtgewicht  | Dawaadordschiin Tömörchüleg | Jaana Sundberg        |
| Leichtgewicht      | Rüstəm Orucov               | Miryam Roper          |
| Halbmittelgewicht  | Lewan Ziklauri              | Yarden Gerbi          |
| Mittelgewicht      | Shahin Garamanov            | Kelita Zupancic       |
| Halbschwergewicht  | Elxan Məmmədov              | Abigél Joó            |
| Schwergewicht      | Walter Santos               | Maria Suelen Altheman |

## Siegerliste des Turniers 2014
Das zweite Grand-Slam-Turnier in Baku fand vom 9. bis zum 11. Mai 2014 statt. Orxan Səfərov war der einzige Sieger aus Aserbaidschan.
| Gewichtsklasse     | Männer           | Frauen                 |
| ------------------ | ---------------- | ---------------------- |
| Superleichtgewicht | Orxan Səfərov    | Mönchbatyn Urantsetseg |
| Halbleichtgewicht  | Colin Oates      | Annabelle Euranie      |
| Leichtgewicht      | Sagi Muki        | Sabrina Filzmoser      |
| Halbmittelgewicht  | Alan Chubezow    | Anne-Laure Bellard     |
| Mittelgewicht      | Guillaume Elmont | Kim Polling            |
| Halbschwergewicht  | Maxim Rakov      | Madeleine Malonga      |
| Schwergewicht      | Faicel Jaballah  | Kim Min-jeong          |

## Siegerliste des Turniers 2015
Das dritte Grand-Slam-Turnier in Baku fand vom 8. bis zum 10. Mai 2015 statt. Mit Nicat Şıxəlizadə und Rüstəm Orucov gab es zwei Sieger aus Aserbaidschan.
| Gewichtsklasse     | Männer               | Frauen                 |
| ------------------ | -------------------- | ---------------------- |
| Superleichtgewicht | Rustam Ibrayev       | Monica Ungureanu       |
| Halbleichtgewicht  | Nicat Şıxəlizadə     | Érika Miranda          |
| Leichtgewicht      | Rüstəm Orucov        | Corina Stefan          |
| Halbmittelgewicht  | Chassan Chalmursajew | Kathrin Unterwurzacher |
| Mittelgewicht      | Mashu Baker          | Sally Conway           |
| Halbschwergewicht  | Adlan Bisultanow     | Guusje Steenhuis       |
| Schwergewicht      | Barna Bor            | Switlana Jaromka       |

## Siegerliste des Turniers 2016
Das vierte Grand-Slam-Turnier in Baku fand vom 6. bis zum 8. Mai 2016 statt. Erstmals kam kein Sieger aus dem Gastgeberland Aserbaidschan.
| Gewichtsklasse     | Männer              | Frauen            |
| ------------------ | ------------------- | ----------------- |
| Superleichtgewicht | Ganbatyn Boldbaatar | Julia Figueroa    |
| Halbleichtgewicht  | Michail Puljajew    | Gili Cohen        |
| Leichtgewicht      | Mirali Sharipov     | Tsukasa Yoshida   |
| Halbmittelgewicht  | Takanori Nagase     | Alice Schlesinger |
| Mittelgewicht      | Marcus Nyman        | María Bernabéu    |
| Halbschwergewicht  | Beka Ghwiniaschwili | Guusje Steenhuis  |
| Schwergewicht      | Jakiw Chammo        | Kanae Yamabe      |

## Siegerliste des Turniers 2017
Das fünfte Grand-Slam-Turnier in Baku fand vom 10. bis zum 12. März 2017 statt. Rufat Ismayilov war der einzige  Sieger aus dem Gastgeberland.
| Gewichtsklasse     | Männer              | Frauen            |
| ------------------ | ------------------- | ----------------- |
| Superleichtgewicht | Toru Shishime       | Stefannie Koyama  |
| Halbleichtgewicht  | Tal Flicker         | Larisa Florian    |
| Leichtgewicht      | Ganbaataryn Odbajar | Lien Chen-ling    |
| Halbmittelgewicht  | Rufat Ismayilov     | Alice Schlesinger |
| Mittelgewicht      | Islam Bosbajew      | Yuri Alvear       |
| Halbschwergewicht  | Michael Korrel      | Guusje Steenhuis  |
| Schwergewicht      | Guram Tuschischwili | Tessie Savelkouls |

## Siegerliste des Turniers 2019
Das sechste Grand-Slam-Turnier in Baku fand vom 10. bis zum 12. Mai 2019 statt. Hidayət Heydərov war der einzige Sieger aus Aserbaidschan.
| Gewichtsklasse     | Männer            | Frauen              |
| ------------------ | ----------------- | ------------------- |
| Superleichtgewicht | Felipe Kitadai    | Laura Martínez      |
| Halbleichtgewicht  | Denis Vieru       | Amandine Buchard    |
| Leichtgewicht      | Hidayət Heydərov  | Rafaela Silva       |
| Halbmittelgewicht  | Sagi Muki         | Miku Tashiro        |
| Mittelgewicht      | Nemanja Majdov    | Chizuru Arai        |
| Halbschwergewicht  | Michael Korrel    | Luise Malzahn       |
| Schwergewicht      | Gela Zaalischwili | Yelyzaveta Kalanina |

## Turnier 2020 (abgesagt)
Das Grand-Slam-Turnier in Baku sollte vom 8. bis zum 10. Mai 2020 stattfinden. Es wurde wegen der COVID-19-Pandemie abgesagt.

## Siegerliste des Turniers 2021
Das siebte Grand-Slam-Turnier in Baku fand pandemiebedingt erst vom 5. bis zum 7. November 2021 statt. Orxan Səfərov war der einzige Sieger aus Aserbaidschan.
| Gewichtsklasse     | Männer                  | Frauen         |
| ------------------ | ----------------------- | -------------- |
| Superleichtgewicht | Dschaba Papinaschwili   | Rina Tatsukawa |
| Halbleichtgewicht  | Orxan Səfərov           | Réka Pupp      |
| Leichtgewicht      | Machmadbek Machmadbekow | Momo Tamaoki   |
| Halbmittelgewicht  | Vedat Albayrak          | Lucy Renshall  |
| Mittelgewicht      | Kosuke Mashiyama        | Utana Terada   |
| Halbschwergewicht  | Nijas Bilalow           | Luise Malzahn  |
| Schwergewicht      | Tatsuru Saitō           | Renée Lucht    |

## Siegerliste des Turniers 2022
Das achte Grand-Slam-Turnier in Baku fand vom 4. bis zum 6. November 2022 statt. Mit Balabay Aghayev, Hidayət Heydərov, Saeid Mollaei und Zelym Kotsoiev kamen vier Sieger aus Aserbaidschan, wobei Mollaei erst 2022 nach Aserbaidschan wechselte.
| Gewichtsklasse     | Männer           | Frauen             |
| ------------------ | ---------------- | ------------------ |
| Superleichtgewicht | Balabay Aghayev  | Shirine Boukli     |
| Halbleichtgewicht  | Denis Vieru      | Diyora Keldiyorova |
| Leichtgewicht      | Hidayət Heydərov | Christa Deguchi    |
| Halbmittelgewicht  | Saeid Mollaei    | Inbal Shemesh      |
| Mittelgewicht      | Marcus Nyman     | Sanne van Dijke    |
| Halbschwergewicht  | Zelym Kotsoiev   | Alice Bellandi     |
| Schwergewicht      | Temur Rahimow    | Milica Žabić       |

## Siegerliste des Turniers 2023
Das neunte Grand-Slam-Turnier in Baku fand vom 22. bis zum 24. September 2023 statt. Mit Yashar Najafov, Hidayət Heydərov und Zelym Tskaev erkämpften drei Aserbaidschaner den Titel.
| Gewichtsklasse     | Männer            | Frauen             |
| ------------------ | ----------------- | ------------------ |
| Superleichtgewicht | Ramasan Abdulajew | Assunta Scutto     |
| Halbleichtgewicht  | Yashar Najafov    | Kisumi Omori       |
| Leichtgewicht      | Hidayət Heydərov  | Nora Gjakova       |
| Halbmittelgewicht  | Zelym Tskaev      | Angelika Szymańska |
| Mittelgewicht      | Michail Igolnikow | Elisavet Teltsidou |
| Halbschwergewicht  | Ilia Sulamanidse  | Anna-Maria Wagner  |
| Schwergewicht      | Inal Tassojew     | Beatriz Souza      |

## Siegerliste des Turniers 2024
Das zehnte Grand-Slam-Turnier in Baku fand vom 16. bis zum 18. Februar 2024 statt. Mit Hidayət Heydərov, Zelym Tskaev und Murad Fatiyev erkämpften drei Aserbaidschaner den Titel.
| Gewichtsklasse     | Männer            | Frauen             |
| ------------------ | ----------------- | ------------------ |
| Superleichtgewicht | Ramasan Abdulajew | Tara Babulfath     |
| Halbleichtgewicht  | Alberto Gaitero   | Diyora Keldiyorova |
| Leichtgewicht      | Hidayət Heydərov  | Christa Deguchi    |
| Halbmittelgewicht  | Zelym Tskaev      | Lubjana Piovesana  |
| Mittelgewicht      | Murad Fatiyev     | Barbara Matić      |
| Halbschwergewicht  | Ilia Sulamanidse  | Guusje Steenhuis   |
| Schwergewicht      | Valeri Endovitsky | Romane Dicko       |

## Siegerliste des Turniers 2025
Das elfte Grand-Slam-Turnier in Baku fand vom 14. bis zum 16. Februar 2024 statt. Mit Zelym Tskaev erkämpfte ein Aserbaidschaner den Titel.
| Gewichtsklasse     | Männer           | Frauen           |
| ------------------ | ---------------- | ---------------- |
| Superleichtgewicht | Ryūju Nagayama   | Natsumi Tsunoda  |
| Halbleichtgewicht  | Takeshi Takeoka  | Uta Abe          |
| Leichtgewicht      | Tatsuki Ishihara | Momo Tamaoki     |
| Halbmittelgewicht  | Zelym Tskaev     | Jessica Klimkait |
| Mittelgewicht      | Sanshiro Murao   | Szofi Özbas      |
| Halbschwergewicht  | Dota Arai        | Anna Monta Olek  |
| Schwergewicht      | Hyōga Ōta        | Ruri Takahashi   |